# Donegal (plaats in Ierland)
Donegal (Iers-Gaelisch: Dún na nGall) is een plaats in het Ierse graafschap Donegal. De plaats telt 2.339 (2006) inwoners.
Ondanks de naam is Donegal niet de hoofdstad van het graafschap Donegal. De plaats ligt aan Donegal Bay, aan de rivier de Eske en aan de voet van de Bluestack Mountains.

## Geschiedenis
In oude bronnen wordt gewag gemaakt van een Deens fort dat verwoest werd door Muirchertach MacLochlainn, hoge koning van Ierland, in 1159. Deze Vikingnederzetting is mogelijk de oorsprong van de naam van het stadje.
Donegal is bekend geworden als thuisbasis van de O'Donnell-clan, die een essentiële rol heeft gespeeld in de Ierse geschiedenis als de voornaamste tegenstanders van de Engelse kolonisatie tussen de 15e en de 17e eeuw.
Donegal Castle en het aantrekkelijke centrale plein ("Diamond") zijn de voornaamste trekpleisters.

## Geboren
- Mark Farren (1982-2016), voetballer

## Galerij

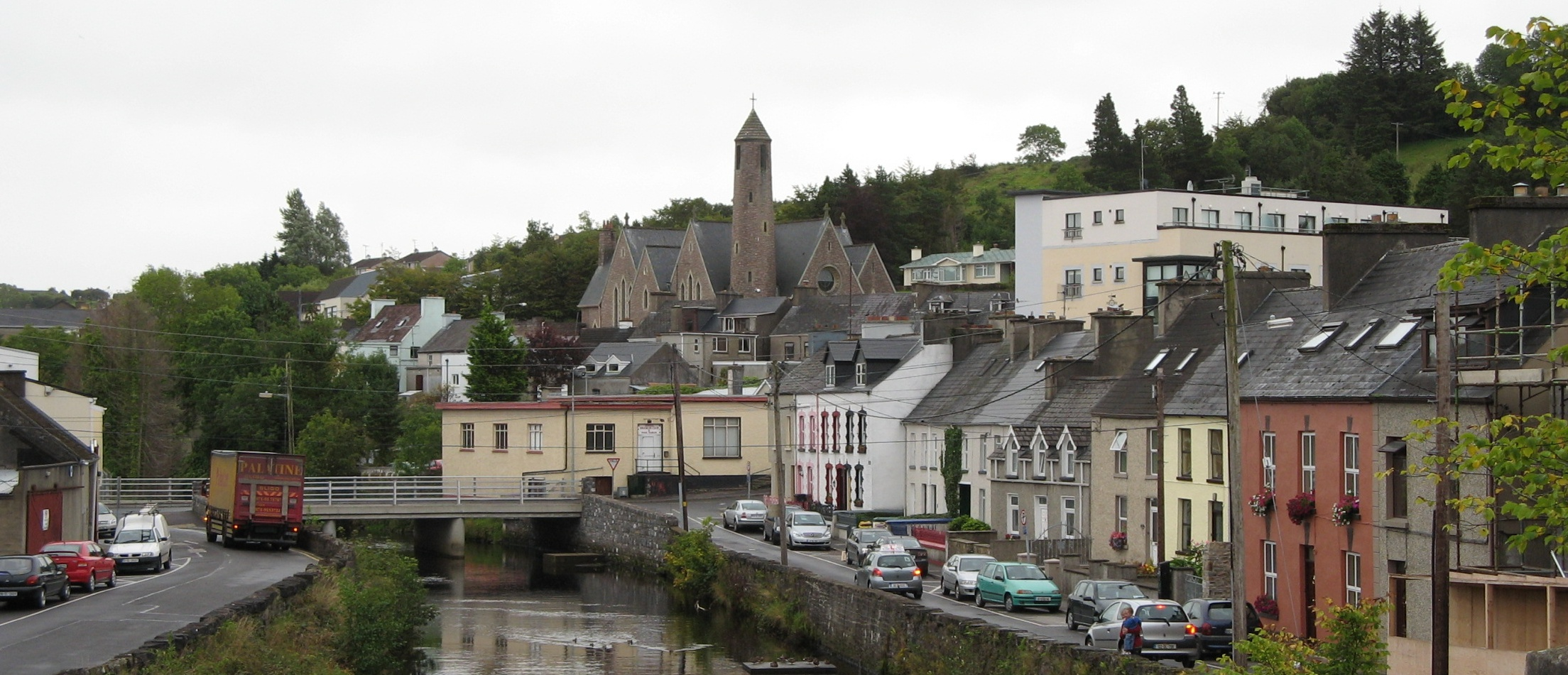
Gezicht op Donegal
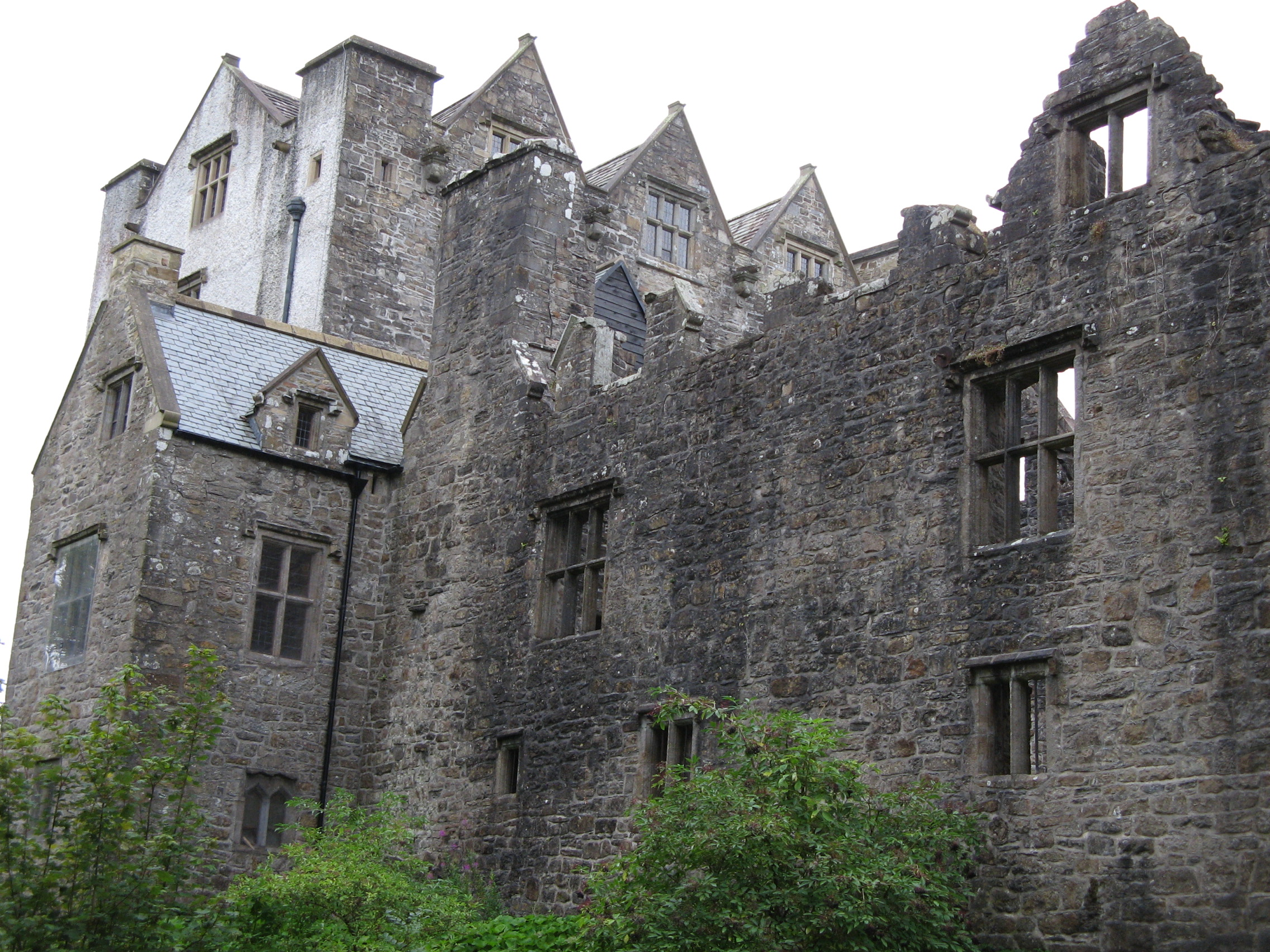
Donegal Castle
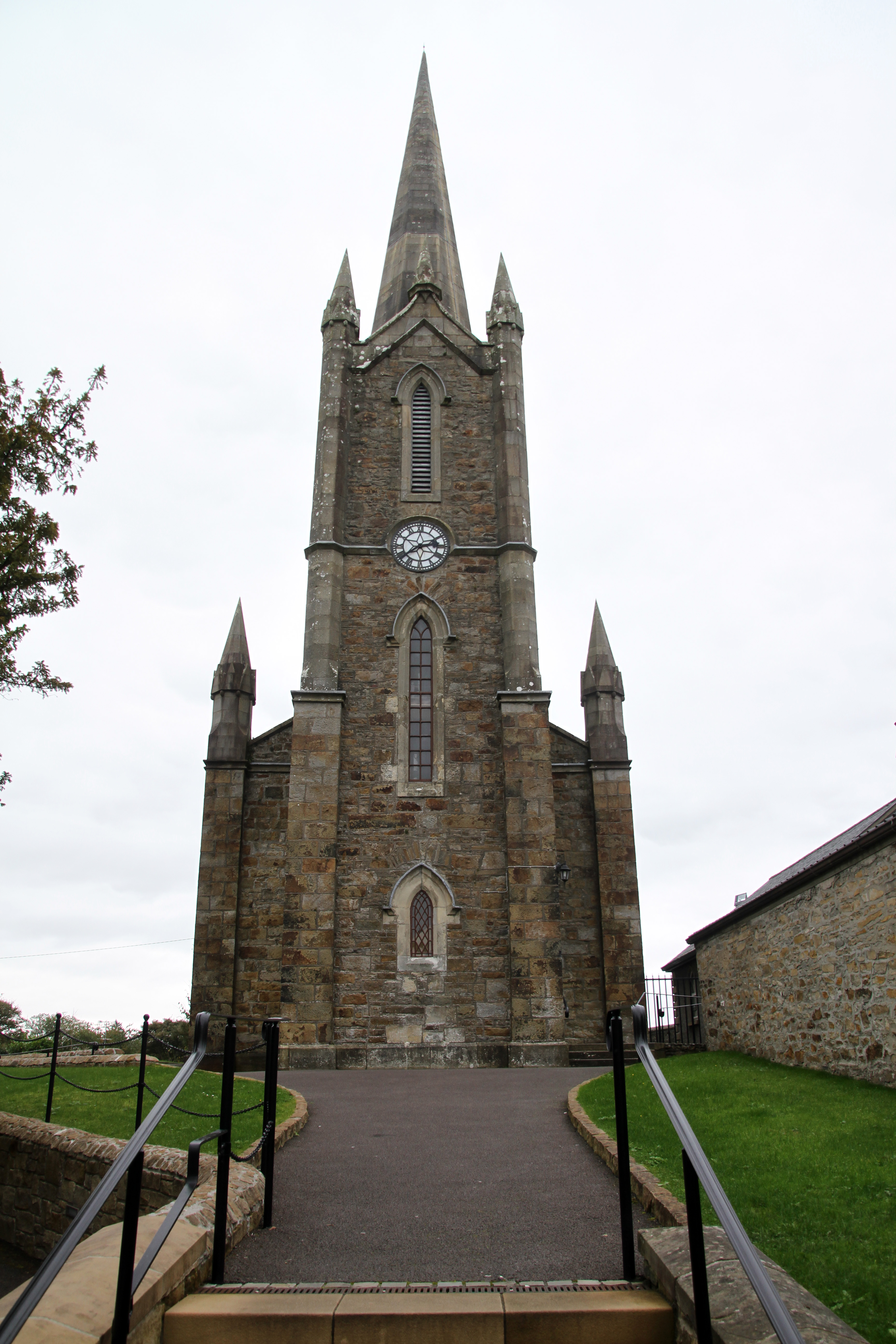
Kerk van de Church of Ireland
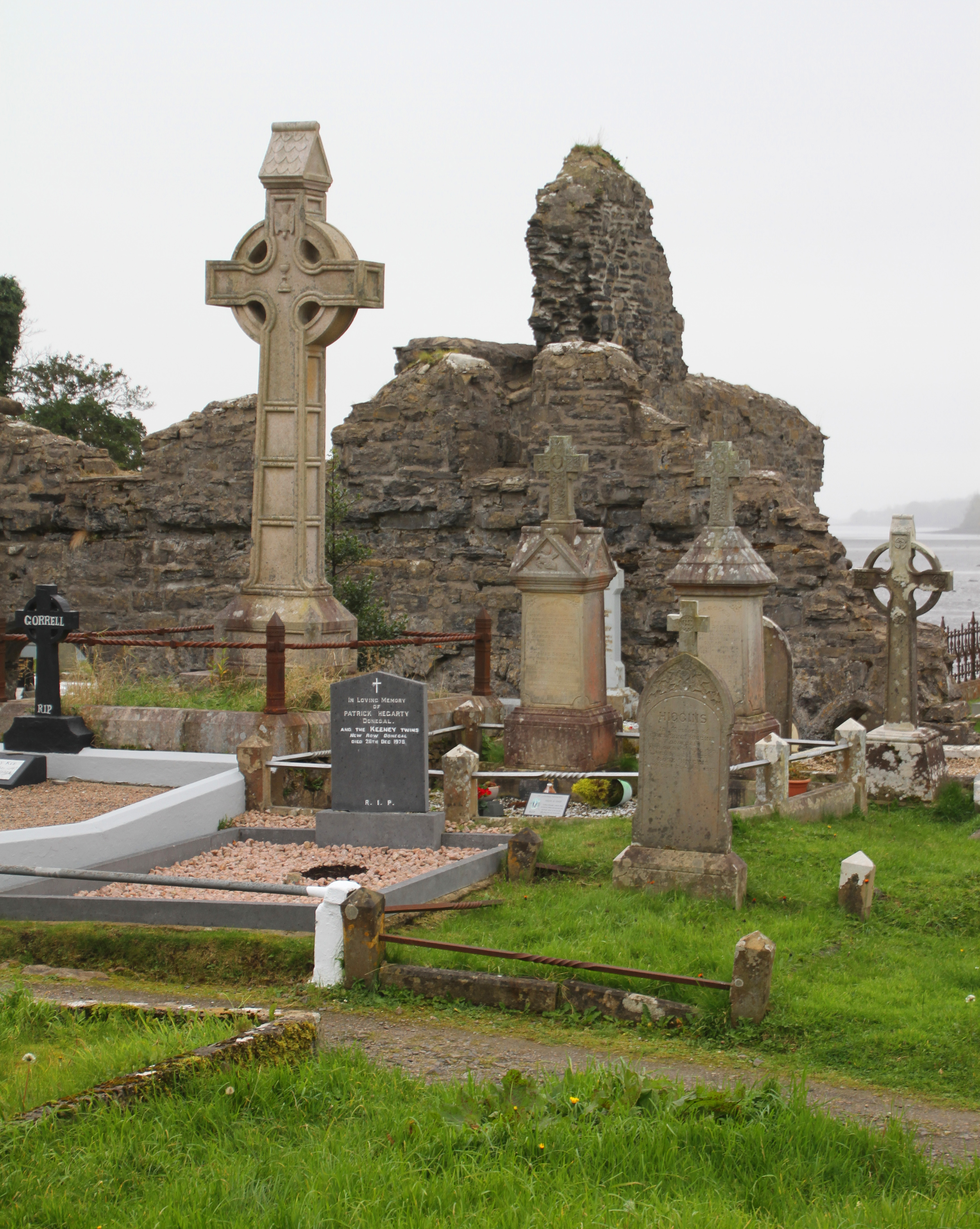
Ruïnes van het klooster
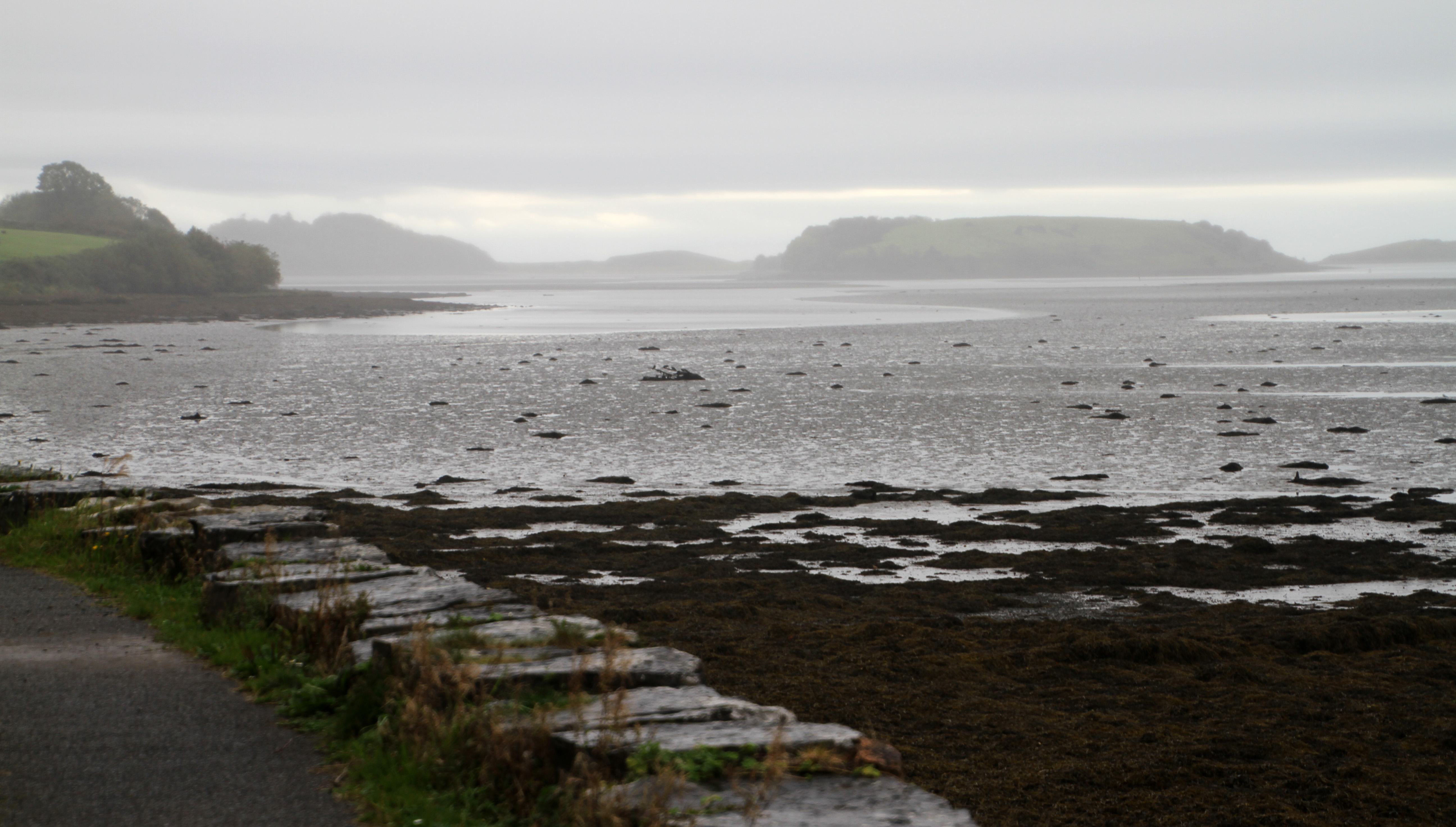
Donegal Bay